# Patronos de Europa

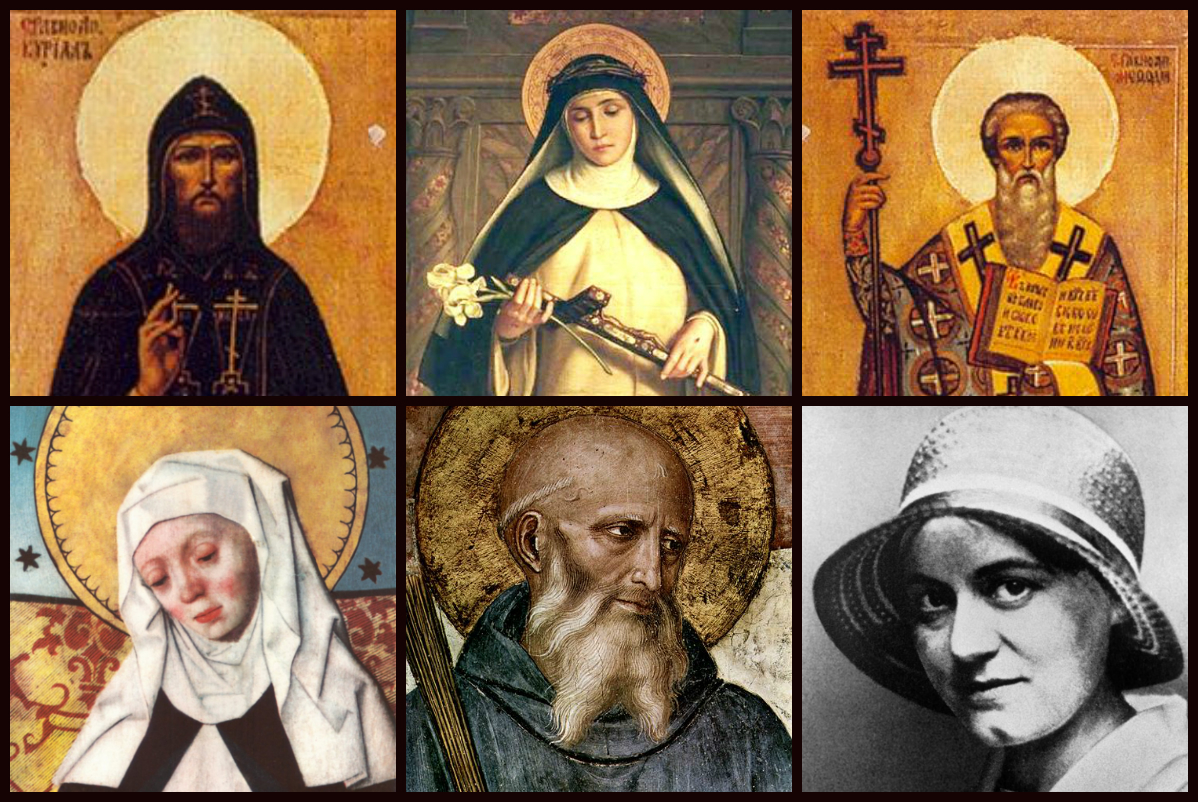
Santos patronos de Europa.

En la Iglesia católica, los santos patronos de Europa son un grupo de seis santos que han sido declarados patronos del continente europeo. Estos santos deben representar los fundamentos culturales de Europa, su diversidad nacional y espiritual, sus conflictos y su superación a través de la fe e interceder ante Dios. También deberían representar modelos inspiradores.
El primer santo en ser nombrado patrono de toda Europa fue Benito de Nursia, el 24 de octubre de 1964 por el papa Pablo VI en su carta apostólica Pacis nuntius. El papa Juan Pablo II añadió a Cirilo y Metodio el 31 de diciembre de 1980 en su carta apostólica Egregiae virtutis, y a Catalina de Siena, Brígida de Suecia y Teresa Benedicta de la Cruz el 1 de octubre de 1999 en su carta apostólica en forma de motu proprio Spes aedificandi.
En los calendarios litúrgicos de las diócesis de Europa, los días de conmemoración de estos santos tienen categoría de fiesta.

## Breve biografía de los patronos

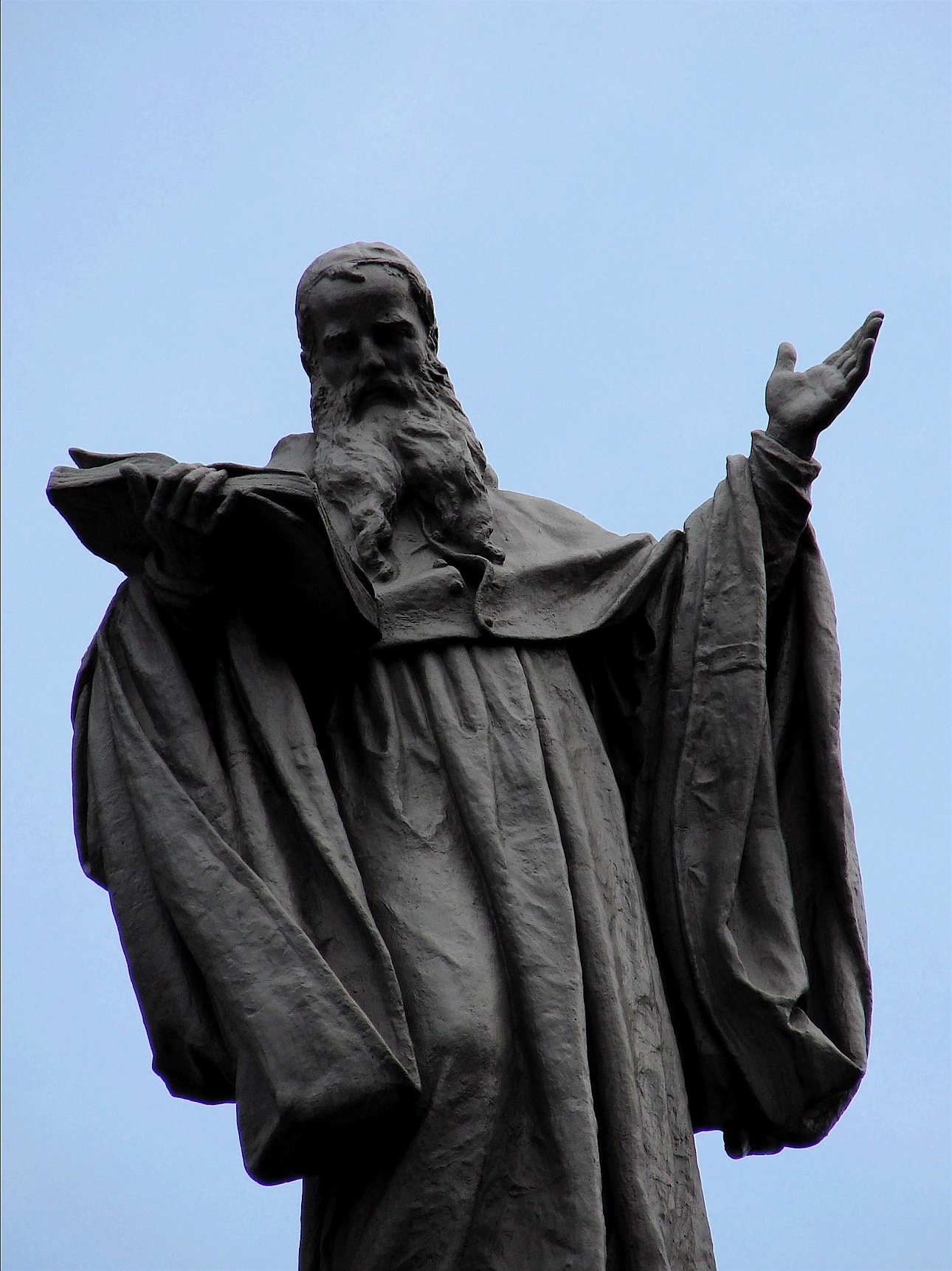
Estatua de san Benito en Copenhague, Dinamarca.

### San Benito de Nursia
Patrono de toda Europa, mensajero de paz, realizador de unión, maestro de civilización y, sobre todo, heraldo de la religión de Cristo y fundador de la vida monástica en Occidente.  Su regla monástica, la benedictina, se convirtió en la base no solamente de la orden benedictina, sino de todo el monacato occidental. Esto convirtió a san Benito en el maestro constructor del Occidente cristiano.

#### Nacimiento y fallecimiento
San Benito nació el 2 de marzo de 480 en la ciudad de Nursia, en Umbría, Italia, y murió el 21 de marzo de 547 en la abadía de Montecasino, monasterio que fundó en el Lacio, siendo Montecasino la cuna de la orden benedictina. El 11 de julio sus restos fueron traslados a la abadía de Fleury, en Saint-Benoît-sur-Loire, Francia.

#### Festividad

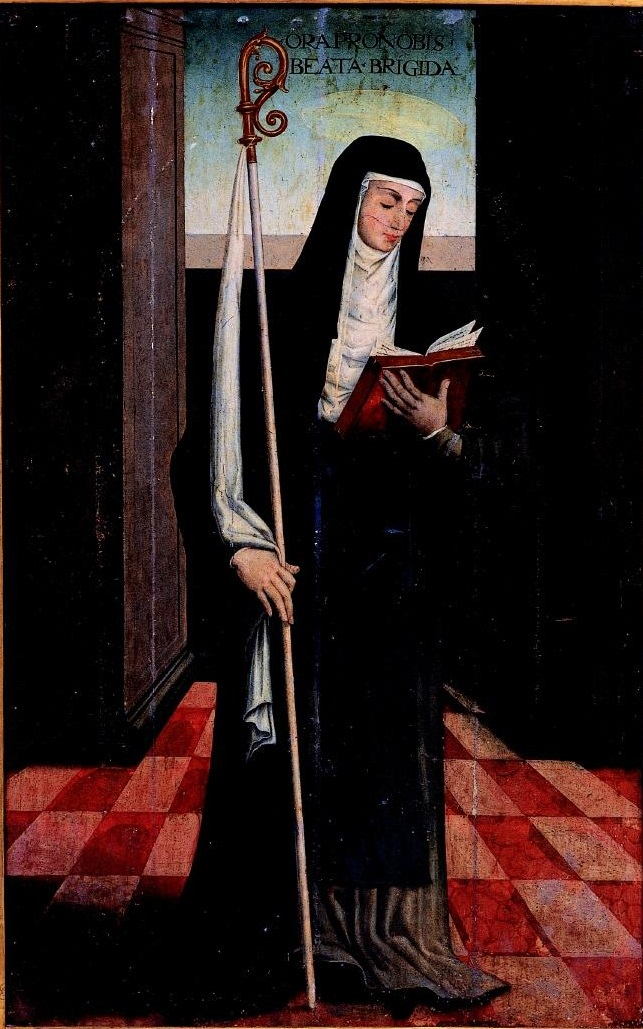
Beata Brígida, cuadro de Jerónimo Cósida, en el Museo de Navarra, España.

Su día festivo es el 11 de julio y, antiguamente, el 21 de marzo en Occidente y 14 de marzo en Oriente.

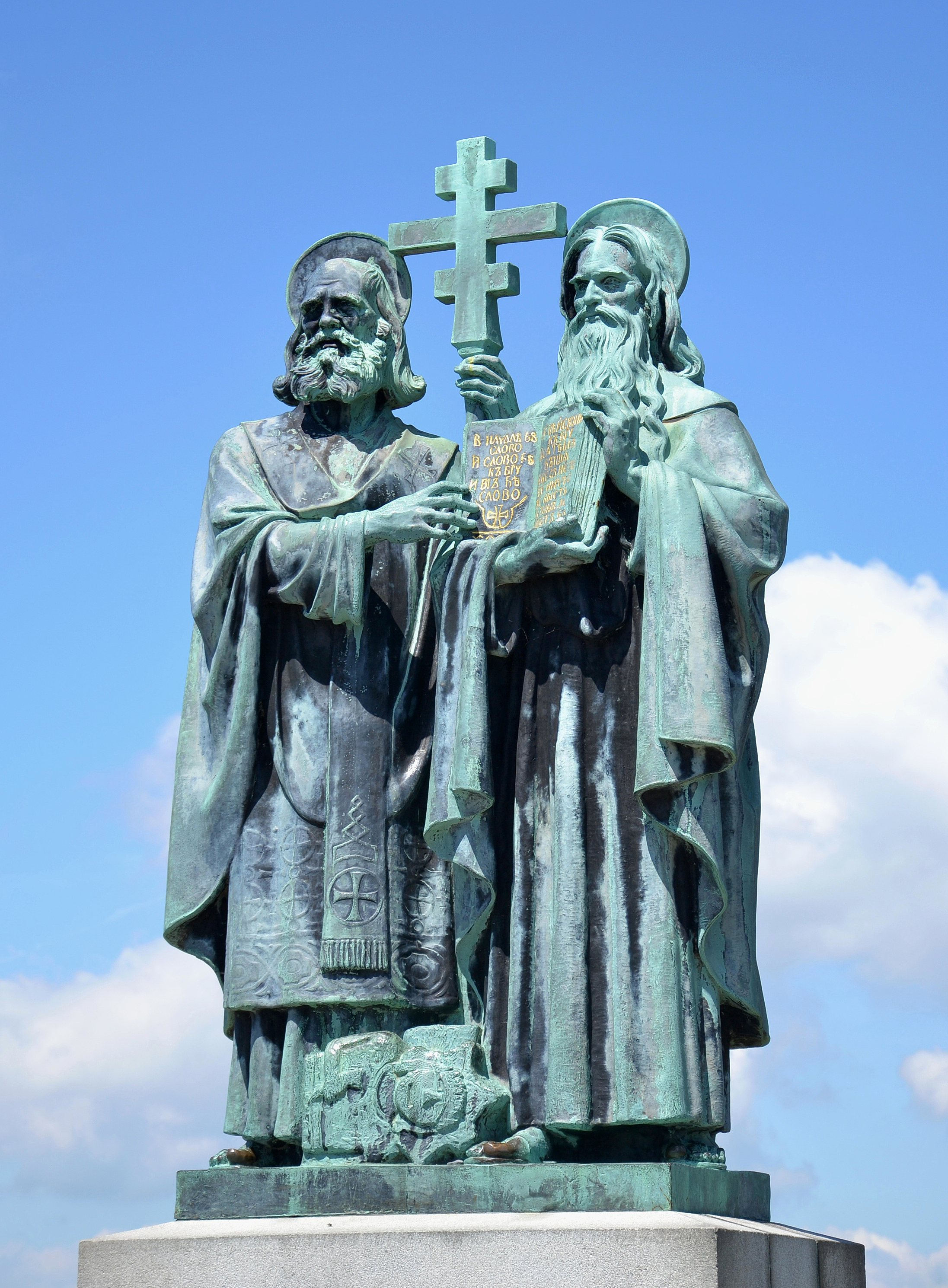
Estatua de los santos en Radhošť, Chequia.

### Santos Cirilo y Metodio
Mensajeros de la fe entre los eslavos. San Cirilo era monje, mientras que san Metodio, obispo. Apodados como «Apóstoles de los eslavos», introdujeron el uso de la lengua eslava en la liturgia y utilizaron caracteres especiales, siendo estos los orígenes de los alfabetos glagolítico y cirílico.

#### Nacimiento y fallecimiento
San Cirilo nació en 826 o 827, y san Metodio en 815 o 820, ambos en la Tesalónica del Imperio bizantino, en la actual Grecia. San Cirilo murió el 14 de febrero de 869 y fue enterrado en la basílica de San Clemente de Letrán, en Roma; mientras que san Metodio el 6 de abril de 885 en la ciudad de Velehrad.

#### Festividad
La Iglesia católica celebra a los dos santos el 14 de febrero desde 1970, después de asignar su fiesta al 5 de julio en 1880 y el 7 de julio en 1897. La Iglesia ortodoxa celebra a ambos santos el 11 de mayo, mientras que la Iglesia católica en Chequia y Eslovaquia los celebra el 5 de julio.

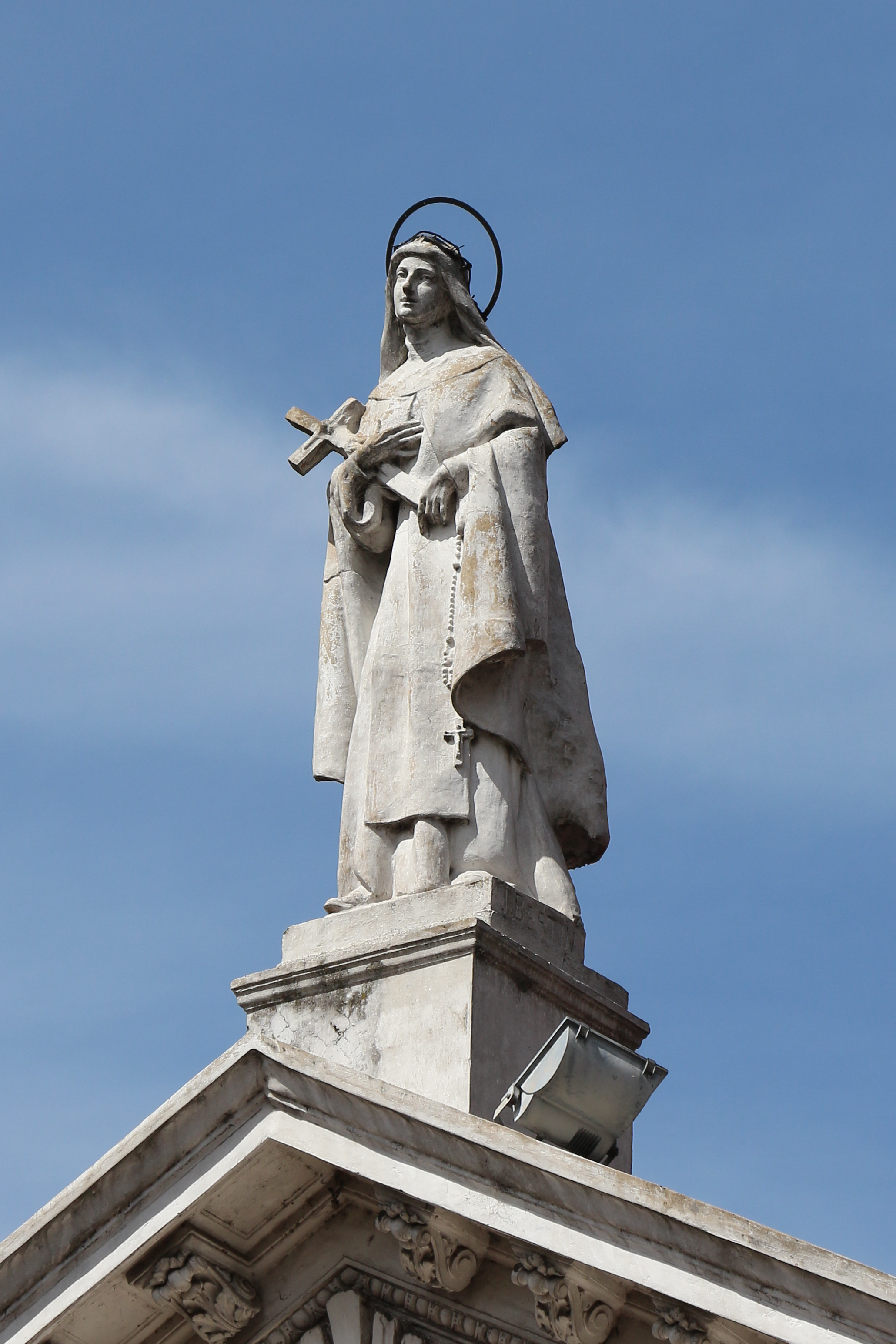
Estatua de santa Catalina en la iglesia homónima argentina de Buenos Aires.

### Santa Catalina de Siena
Virgen consagrada, doctora de la Iglesia y miembro de la tercera orden dominicana. Trabajó por la paz entre sus conciudadanos y por la renovación de la vida religiosa, fue asesora en el ámbito espiritual y secular y organizó el regreso del papado de Aviñón a Roma. El papa Pablo VI proclamó a santa Catalina doctora de la Iglesia el 4 de octubre de 1970, siendo la primera mujer en recibir este título en la historia de la Iglesia.

#### Nacimiento y fallecimiento
Santa Catalina nació el 25 de marzo de 1347 en la ciudad de Siena, en la Toscana, Italia, y murió el 29 de abril de 1380 en Roma.

#### Festividad
Su día festivo es el 29 de abril.

### Santa Brígida de Suecia
Viuda, madre, mística y fundadora de la Orden brigidina. La denominada «princesa de Nericia» era muy respetada por su piedad y caridad. Pasó los últimos veinticuatro años de su vida en Roma, donde se convirtió en consejera de príncipes y papas.

#### Nacimiento y fallecimiento
Santa Brígida nació en 1303 en Skederid, en la región de Uplandia, Suecia, y murió el 23 de julio de 1373 en Roma; su cuerpo reposa en Vadstena, Suecia.

#### Festividad
Su día festivo es el 23 de julio, mientras que en el calendario romano general de 1960 es el 8 de octubre, y en Suecia el 7 de octubre.

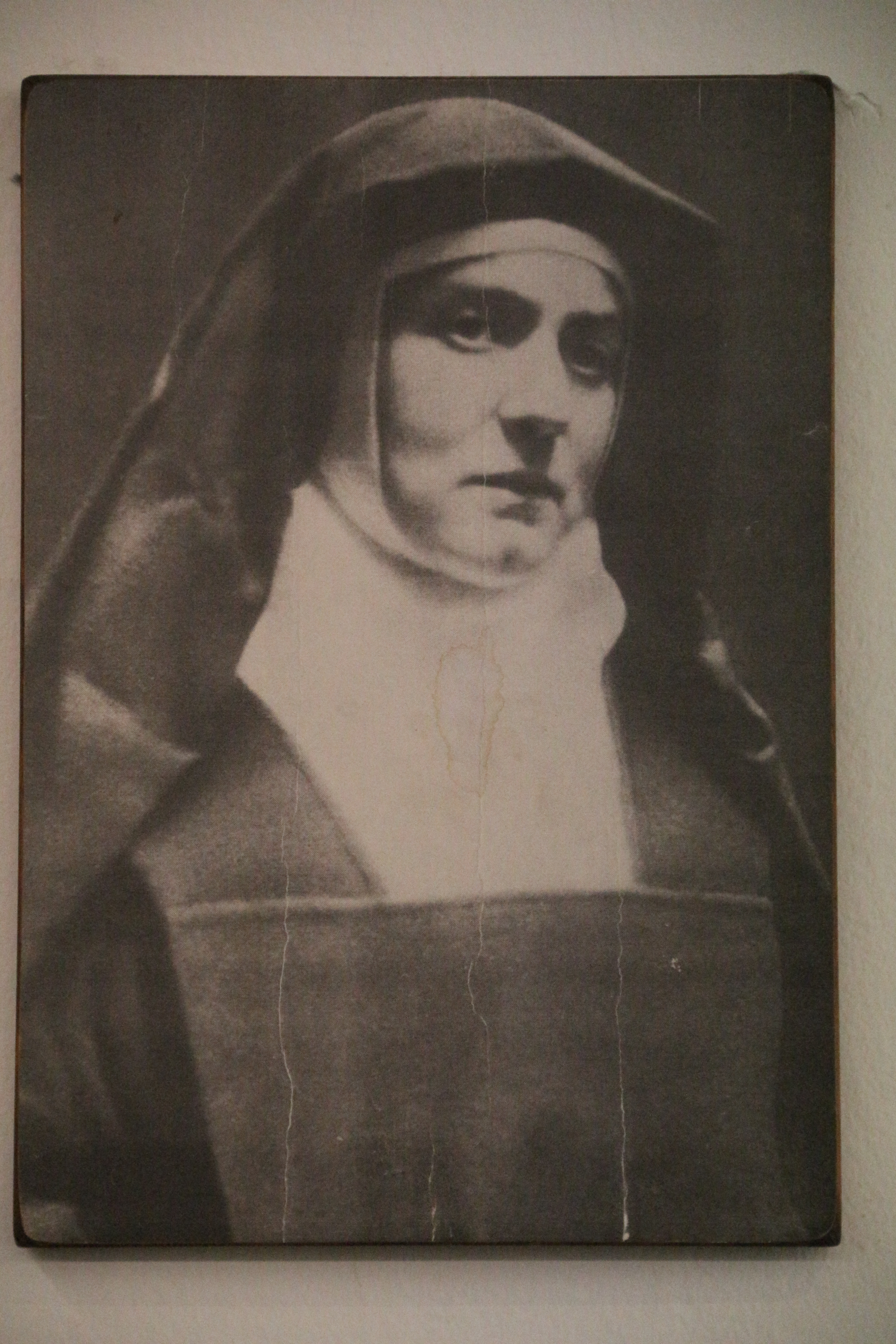
Retrato de la santa en la capilla homónima de la casa Edith Stein, en Viena, Austria.

### Santa Teresa Benedicta de la Cruz
Filósofa, mística, activista por los derechos de las mujeres, carmelita descalza y mártir. Edith Stein, que es su nombre real, de padres judíos, estudió filosofía y se graduó con un doctorado, siendo la primera mujer que presentó una tesis en esta disciplina en Alemania. En 1922 fue bautizada en la Iglesia católica, trabajó como profesora en instituciones educativas católicas para niñas y en 1933 ingresó en el convento carmelita de María de la Paz, en Colonia, Alemania.

#### Nacimiento y fallecimiento
Edith Stein nació el 12 de octubre de 1891 en Breslavia, ciudad polaca que, en esa época, era alemana. En 1938 se ha traslado al convento de Echt, en los Países Bajos. El 2 de agosto de 1942 fue arrestada por el régimen nacionalsocialista en los Países Bajos y probablemente asesinada el 9 de agosto en el campo de concentración de Auschwitz.

#### Festividad
Su día festivo es el 9 de agosto.

## Santos patronos nacionales
A continuación se muestra la lista de santos patronos de cada país europeo:
| País                 | Santo patrono                              | Nota                                     |
| -------------------- | ------------------------------------------ | ---------------------------------------- |
| Albania              | Nuestra Señora del Buen Consejo            |                                          |
| Alemania             | Ascario de Amiens                          |                                          |
| Alemania             | Bonifacio de Maguncia                      |                                          |
| Alemania             | Miguel                                     |                                          |
| Alemania             | Pedro Canisio                              |                                          |
| Alemania             | María                                      | Santos patronos de Baviera               |
| Alemania             | Severino de Nórico                         | Santos patronos de Baviera               |
| Alemania             | Eduvigis                                   | Santa patrona de Brandeburgo             |
| Alemania             | Isabel de Hungría                          | Santa patrona de Hessia                  |
| Alemania             | Adalberto de Praga                         | Santo patrono de Prusia                  |
| Alemania             | Vito de Lucania                            | Santo patrono de Sajonia                 |
| Andorra              | Macario de Antioquía                       | Llamado también «Macario el Armenio»     |
| Andorra              | Nuestra Señora de Meritxell                |                                          |
| Armenia              | Bartolomé el Apóstol                       |                                          |
| Armenia              | Gregorio I el Iluminador                   |                                          |
| Austria              | Leopoldo III de Austria                    |                                          |
| Austria              | Colmano de Stockerau                       |                                          |
| Austria              | Florián de Lorch                           |                                          |
| Austria              | Severino de Nórico                         |                                          |
| Bélgica              | Vilibrordo                                 |                                          |
| Bélgica              | Lutgarda de Tongeren                       |                                          |
| Bélgica              | Gúdula de Bruselas                         |                                          |
| Bélgica              | Teresa de Lisieux                          |                                          |
| Bélgica              | Brígida de Irlanda                         |                                          |
| Bielorrusia          | Miguel                                     |                                          |
| Bosnia y Herzegovina | Elías                                      |                                          |
| Bulgaria             | Cirilo y Metodio                           |                                          |
| Bulgaria             | Juan de Rila                               |                                          |
| Bulgaria             | Parasqueva de los Balcanes                 |                                          |
| Chequia              | Venceslao I de Bohemia                     |                                          |
| Chequia              | Cirilo y Metodio                           |                                          |
| Chequia              | Procopio de Sázava                         |                                          |
| Chequia              | Vito de Lucania                            |                                          |
| Chequia              | Ludmila de Bohemia                         |                                          |
| Chequia              | Segismundo                                 |                                          |
| Chequia              | Adalberto de Praga                         | Santos patronos de Bohemia               |
| Chequia              | Juan Nepomuceno                            | Santos patronos de Bohemia               |
| Chipre               | Bernabé el Apóstol                         |                                          |
| Croacia              | José                                       |                                          |
| Croacia              | Santiago el Mayor                          |                                          |
| Dinamarca            | Ascario de Amiens                          |                                          |
| Dinamarca            | Canuto IV de Dinamarca                     |                                          |
| Eslovaquia           | Nuestra Señora de los Dolores              |                                          |
| Eslovaquia           | Venceslao I de Bohemia                     |                                          |
| Eslovaquia           | Juan Nepomuceno                            |                                          |
| Eslovenia            | María Auxilio de los Cristianos            |                                          |
| España               | Nuestra Señora del Pilar                   |                                          |
| España               | Santiago el Mayor                          |                                          |
| España               | Nuestra Señora Inmaculada                  |                                          |
| España               | Teresa de Jesús                            |                                          |
| España               | Jorge                                      | Santo patrono de Aragón y Cataluña       |
| España               | Nuestra Señora de Covadonga                | Santa patrona de Asturias                |
| España               | Nuestra Señora de la Bien Aparecida        | Santa patrona de Cantabria               |
| España               | Nuestra Señora de Montserrat               | Santa patrona de Cataluña                |
| España               | Nuestra Señora de Guadalupe                | Santos patronos de Extremadura           |
| España               | Pedro de Alcántara                         | Santos patronos de Extremadura           |
| España               | Millán                                     | Santo patrono de La Rioja                |
| España               | Nuestra Señora de la Candelaria            | Santos patronos de Canarias              |
| España               | Pedro de San José de Betancur              | Santos patronos de Canarias              |
| España               | José de Anchieta                           | Santos patronos de Canarias              |
| España               | Nuestra Señora de África                   | Santos patronos de Ceuta                 |
| España               | Daniel Fasanella                           | Santos patronos de Ceuta                 |
| España               | Nuestra Señora de la Almudena              | Santa patrona de Madrid                  |
| España               | Nuestra Señora de la Victoria              | Santa patrona de Melilla                 |
| España               | Vicente Ferrer                             | Santo patrono de Valencia                |
| Estonia              | Meinardo de Riga                           |                                          |
| Finlandia            | Enrique de Upsala                          |                                          |
| Francia              | María                                      |                                          |
| Francia              | Martín de Tours                            |                                          |
| Francia              | Juana de Arco                              | Llamada también «la doncella de Orleans» |
| Francia              | Teresa de Lisieux                          |                                          |
| Francia              | Devota                                     | Santas patronas de Córcega               |
| Francia              | Julia de Cartago                           | Santas patronas de Córcega               |
| Francia              | Mauricio el Tebano                         | Santo patrono de Saboya                  |
| Georgia              | Jorge                                      |                                          |
| Georgia              | Cristiana de Georgia                       |                                          |
| Grecia               | Pablo de Tarso                             |                                          |
| Grecia               | Andrés el Apóstol                          |                                          |
| Grecia               | Nicolás de Bari                            |                                          |
| Hungría              | Maria Magna Domina                         |                                          |
| Hungría              | Esteban I de Hungría                       |                                          |
| Hungría              | Adalberto de Praga                         |                                          |
| Hungría              | Martín de Torus                            |                                          |
| Irlanda              | Patricio de Irlanda                        |                                          |
| Irlanda              | Brígida de Irlanda                         |                                          |
| Irlanda              | Columba de Iona                            |                                          |
| Islandia             | Ascario de Amiens                          |                                          |
| Islandia             | Torlaco                                    |                                          |
| Italia               | Francisco de Asís                          |                                          |
| Italia               | Catalina de Siena                          |                                          |
| Italia               | Camilo de Lelis                            | Santos patronos de Abruzos               |
| Italia               | Gabriel de la Virgen de los Dolores        | Santos patronos de Abruzos               |
| Italia               | Nicolás de Bari                            | Santo patrono de Apulia                  |
| Italia               | Nuestra Señora del Sacro Monte de Viggiano | Santos patronos de Basilicata            |
| Italia               | Donato de Ripacandida                      | Santos patronos de Basilicata            |
| Italia               | Gerardo Mayela                             | Santos patronos de Basilicata            |
| Italia               | Francisco de Paula                         | Santo patrono de Calabria                |
| Italia               | Jenaro de Nápoles                          | Santos patronos de Campania              |
| Italia               | Paulino de Nola                            | Santos patronos de Campania              |
| Italia               | Nuestra Señora del Buen Aire               | Santos patronos de Cerdeña               |
| Italia               | Antíoco de Sulcis                          | Santos patronos de Cerdeña               |
| Italia               | Apolinar de Rávena                         | Santo patrono de Emilia-Romaña           |
| Italia               | Hermágoras y Fortunato                     | Santos patronos de Friul-Venecia Julia   |
| Italia               | Simón Pedro                                | Santo patrono de Lacio                   |
| Italia               | Pablo de Tarso                             | Santo patrono de Lacio                   |
| Italia               | Jorge                                      | Santo patrono de Liguria                 |
| Italia               | Ambrosio de Milán                          | Santos patronos de Lombardía             |
| Italia               | Carlos Borromeo                            | Santos patronos de Lombardía             |
| Italia               | Nuestra Señora de Loreto                   | Santa patrona de Marcas                  |
| Italia               | Nuestra Señora de los Dolores              | Santa patrona de Molise                  |
| Italia               | Francisco de Sales                         | Santos patronos de Piamonte              |
| Italia               | Eusebio de Vercelli                        | Santos patronos de Piamonte              |
| Italia               | Nuestra Señora del Buen Camino             | Santas patronas de Sicilia               |
| Italia               | Rosalía de Palermo                         | Santas patronas de Sicilia               |
| Italia               | Nuestra Señora de Gracia                   | Santa patrona de Toscana                 |
| Italia               | Vigilio de Trento                          | Santo patrono de Trentino-Alto Adigio    |
| Italia               | Nuestra Señora del Valle de Aosta          | Santos patronos del Valle de Aosta       |
| Italia               | Grato de Aosta                             | Santos patronos del Valle de Aosta       |
| Italia               | Marcos el Evangelista                      | Santo patrono de Véneto                  |
| Letonia              | Meinardo de Riga                           |                                          |
| Liechtenstein        | Lucio de Coira                             |                                          |
| Lituania             | Casimiro de Cracovia                       |                                          |
| Lituania             | Jorge                                      |                                          |
| Luxemburgo           | Nuestra Señora de Consolación              |                                          |
| Luxemburgo           | Vilibrordo                                 |                                          |
| Luxemburgo           | Cunegunda de Luxemburgo                    |                                          |
| Macedonia del Norte  | Cirilo y Metodio                           |                                          |
| Macedonia del Norte  | Clemente de Ocrida                         |                                          |
| Malta                | Pablo de Tarso                             |                                          |
| Malta                | Publio de Atenas                           |                                          |
| Malta                | Águeda de Catania                          |                                          |
| Malta                | Úrsula de Colonia                          | Santa patrona de Gozo                    |
| Moldavia             | Nuestra Señora del Buen Consejo            |                                          |
| Mónaco               | Devota                                     |                                          |
| Montenegro           | Cirilo y Metodio                           |                                          |
| Montenegro           | Jorge                                      |                                          |
| Noruega              | Olaf II de Noruega                         |                                          |
| Noruega              | Magno de las Orcadas                       |                                          |
| Países Bajos         | Vilibrordo                                 |                                          |
| Polonia              | Nuestra Señora de Polonia                  |                                          |
| Polonia              | Casimiro de Cracovia                       |                                          |
| Polonia              | Cunegunda de Polonia                       |                                          |
| Polonia              | Adalberto de Praga                         |                                          |
| Polonia              | Estanislao de Cracovia                     |                                          |
| Polonia              | Estanislao Kostka                          |                                          |
| Polonia              | Andrés Bobola                              |                                          |
| Polonia              | Florián de Lorch                           |                                          |
| Portugal             | Nuestra Señora Inmaculada                  |                                          |
| Portugal             | Antonio de Padua                           | En Portugal, «Antonio de Portugal»       |
| Portugal             | Jorge                                      |                                          |
| Portugal             | Gabriel                                    |                                          |
| Portugal             | Francisco de Borja                         |                                          |
| Reino Unido          | Andrés el Apóstol                          | Santos patronos de Escocia               |
| Reino Unido          | Columba de Iona                            | Santos patronos de Escocia               |
| Reino Unido          | David de Gales                             | Santo patrono de Gales                   |
| Reino Unido          | Bernardo de Claraval                       | Santo patrono de Gibraltar               |
| Reino Unido          | Jorge                                      | Santos patronos de Inglaterra            |
| Reino Unido          | Nuestra Señora de Walsingham               | Santos patronos de Inglaterra            |
| Reino Unido          | Patricio de Irlanda                        | Santo patrono de Irlanda del Norte       |
| Reino Unido          | Magaldo de Man                             | Santo patrono de Man                     |
| Rumanía              | Andrés el Apóstol                          |                                          |
| Rusia                | Andrés el Apóstol                          |                                          |
| Rusia                | Basilio el Grande                          |                                          |
| Rusia                | Nicolás de Bari                            |                                          |
| Rusia                | Juan Crisóstomo                            |                                          |
| Rusia                | Vladimiro I de Kiev                        |                                          |
| Rusia                | Cirilo y Metodio                           |                                          |
| Rusia                | Casimiro de Cracovia                       |                                          |
| Rusia                | Teresa di Lisieux                          |                                          |
| Rusia                | Sergio de Radonež                          |                                          |
| San Marino           | Marino                                     |                                          |
| San Marino           | Águeda de Catania                          |                                          |
| Serbia               | Esteban                                    |                                          |
| Serbia               | Sava de Serbia                             |                                          |
| Serbia               | Jorge                                      |                                          |
| Suecia               | Ascario de Amiens                          |                                          |
| Suecia               | Brígida de Suecia                          |                                          |
| Suecia               | Erico IX de Suecia                         |                                          |
| Suiza                | Galo de Arbona                             |                                          |
| Suiza                | Nicolás de Flüe                            |                                          |
| Turquía              | Nicolás de Bari                            |                                          |
| Turquía              | Basilio el Grande                          | Santo patrono de Capadocia               |
| Ucrania              | Vladimiro I de Kiev                        |                                          |
| Ucrania              | Josafat Kuncewicz                          |                                          |